# 马罗姆
马罗姆（法語：Maromme，法語發音：[maʁɔm]）是法国滨海塞纳省的一个市镇，属于鲁昂区。

## 地理
马罗姆（49°28'55"N, 1°2'31"E）面积4.01 平方千米，位于法国诺曼底大区滨海塞纳省，该省份为法国北部沿海省份，其西部及北部濒大西洋英吉利海峡，东起顺时针与索姆省、瓦兹省、厄尔省和卡爾瓦多斯省接壤。
与马罗姆接壤的市镇（或旧市镇、城区）包括：康特勒、代维尔莱鲁昂、邦德维尔圣母镇、圣让迪卡尔多奈、拉沃帕利耶尔。
马罗姆的时区为UTC+01:00、UTC+02:00（夏令时）。

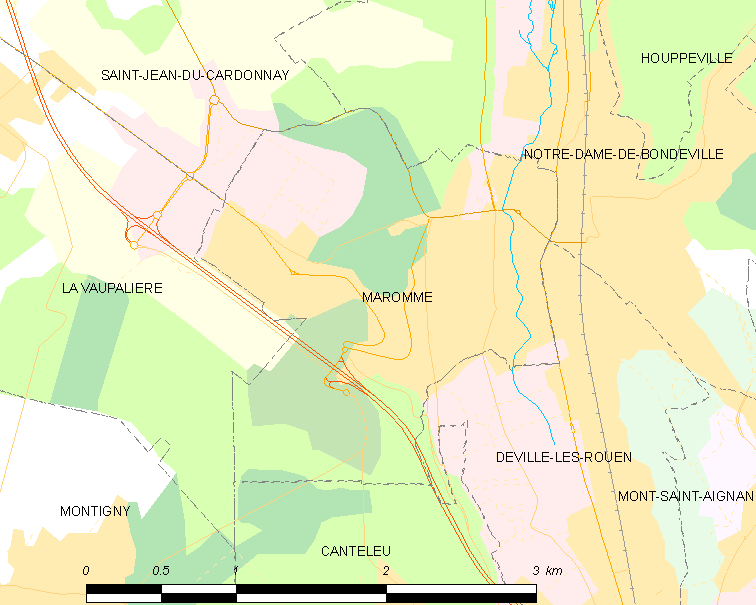
马罗姆的OSM定位图

## 行政
马罗姆的邮政编码为76150，INSEE市镇编码为76410。

## 政治
马罗姆所属的省级选区为康特勒县。

## 人口

1962-2008年间马罗姆人口变化图示

马罗姆于2022年1月1日时的人口数量为11005人。